# Kejt Buš
Ketrin „Kejt” Buš (engl. Catherine "Kate" Bush; 30. jul 1958) engleska je kantautorka i muzička producentkinja. Jedna je od najuspešnijih engleskih pevačica u poslednjih 30 godina. U karijeri joj je pomogao i Dejv Gilmor, bivši član grupe Pink Flojd. U početku karijere pevala je sopranom, a sada peva mecosopranom. Poznata je po pesmama Wuthering Heights, Babooshka, The Man with the Child in His Eyes... Kao uzor je pominju Bjork, grupa Koldplej, Mila Jovović, Lili Alen, Tori Ejmos, Kejt Neš i drugi.

## Diskografija

### Studijski albumi
-{
- The Kick Inside (1978)
- Lionheart (1978)
- Never for Ever (1980)
- The Dreaming (1982)
- Hounds of Love (1985)
- The Sensual World (1989)
- The Red Shoes (1993)
- Aerial (2005)
- Director's Cut (2011)
- 50 Words for Snow (2011)

}-

### Kompilacije
-{
- The Whole Story (1986)
- This Woman's Work (1990)

}-